# Ramnasjön, Halland
Ramnasjön är en sjö i Halmstads kommun i Halland och ingår i Fylleåns huvudavrinningsområde. Sjöns area är 0,021 kvadratkilometer och den befinner sig 185 meter över havet.